# Oberzeitlarn
Oberzeitlarn war bis zum 31. Dezember 1963 eine Gemeinde und ist eine Gemarkung im Landkreis Altötting.
Die Gemeinde bestand aus zwanzig Gemeindeteilen und hatte eine Fläche von etwa 807 Hektar. Einen Ort namens Oberzeitlarn gab es in der Gemeinde nicht, der Sitz der Gemeinde war im Weiler Halsbach. Zum 1. Januar 1964 wurde die Gemeinde aufgelöst und in die Gemeinde Halsbach eingegliedert.
Gemeindeteile waren Antenfressen, Baumgarten, Brandhub, Buch, Fürholzen, Gassen, Großschleberg, Halsbach, Huber am Bach, Itschenöd, Itsching, Kirchberg, Kriechbaum, Krumbach, Moosen, Pfeffersöd, Schmidham, Thalleiten, Zaun und Zeitlarn.

## Einwohnerentwicklung
| Jahr | Gemeinde      |
| ---- | ------------- |
| 1840 | 382 Einwohner |
| 1861 | 394 Einwohner |
| 1867 | 408 Einwohner |
| 1871 | 400 Einwohner |
| 1875 | 415 Einwohner |
| 1885 | 462 Einwohner |
| 1900 | 322 Einwohner |
| 1925 | 346 Einwohner |
| 1939 | 312 Einwohner |
| 1950 | 557 Einwohner |